# Ram de tulipes
Ram de tulipes (Bouquet de tulipes) és un quadre de Pierre-Auguste Renoir dipositat al Museu de l'Orangerie de París.

## Història
Renoir deia a Georges Rivière:
| « | "Pintar flors em reposa la ment. No hi poso la mateixa tensió que quan estic davant d'un model. Quan pinto flors, aplico tons, assajo valors agosaradament." | » |

Renoir va pintar molts gerros de flors durant la seua carrera, ja que aquesta fou una activitat alegre per a ell fins al final de la seua vida. De fet, l'any 1916 va dir al marxant Ambroise Vollard mentre miraven un ram de dàlies:
| « | "Mira, Vollard, no creus que és tan brillant com una de les batalles de Delacroix?" | » |

## Descripció
El fons vermell d'aquest Ram de tulipes fa destacar els arabescs verds de les tiges i de les fulles de les flors. El fons es compon d'una zona d'àmplies pinzellades de vermell barrejat amb beix, contra el qual destaca un gerro verd ple de tulipes i altres flors multicolors. Aquesta natura morta de colors esclatants porta la data de 1905 a L'atelier de Renoir, per tant, degué ser pintada a Canha de Mar, poc temps després que l'artista s'hagués instal·lat definitivament a la Provença.
El marxant i col·leccionista Paul Guillaume va comprar aquest oli sobre tela de 44 × 37 cm el 1929, el qual havia estat a l'estudi de Renoir fins a la seua mort el 1919.